# Gli indifferenti (miniserie televisiva)
Gli indifferenti è una miniserie televisiva del 1988 prodotta da Ciro Ippolito per il mercato televisivo italiano e britannico (con il titolo A Time of Indifference) e distribuita in Italia da Fininvest.

## Caratteristiche
Girata a colori, con sonoro doppiato in lingua italiana ed in lingua inglese, la miniserie è stata diretta da Mauro Bolognini e tratta dal romanzo omonimo di Alberto Moravia che già aveva ispirato nel 1964 un film dal medesimo titolo - Gli indifferenti, appunto - diretto da Citto Maselli. Lo stesso Bolognini è stato, insieme a Enrico Medioli, l'autore della sceneggiatura, fedele alla lettera del soggetto originale.
Le musiche che accompagnano la fiction televisiva sono state firmate da Ennio Morricone mentre la fotografia è dovuta a Ennio Guarnieri ed il montaggio ad Alessandro Lucidi.

## Soggetto
Il soggetto della fiction è trattato in maniera aderente al testo originale di Moravia, disincantato spaccato di una certa società decadente. Nella fattispecie, viene focalizzata l'entità familiare degli Ardengo, un tempo parte della borghesia, ma poi travolti da una crisi finanziaria. È Leo Merumeci, personaggio cinico e privo di scrupoli, a minacciare più da vicino il patrimonio familiare: per raggiungere il suo scopo egli non esita a interrompere la sua relazione con la vedova Ardengo per prendere come amante la figlia Carla, nonostante l'opposizione dell'altro figlio, Michele.

## Il cast
La miniserie è stata interpretata, oltre ai protagonisti, anche da (in ordine alfabetico):
- Carla Algrandi
- Annie Belle
- Monica Bettin
- Cris Campion
- Mauro Carli
- Floriana De Nobile
- Filippo Deodato
- Gianni Di Benedetto
- Grant Ronald Dudley
- Jean Louis Emile
- Giovanni Fiaschetti
- Michele Forte
- Rate Furlan
- Raffaella Fusco
- Barbara Giommi
- Alessandro Giorgi
- Luigi Giuliani
- Patrick King
- Giancarlo Lanzeri
- Roberta Marcucci
- Luciano Marin
- Andrew Lord Miller
- Massimo Moricone
- Patrizia Natoli
- Laura Renata Nucci
- Olga Pelá
- Alessandro Piccinini
- Peter Pitsch
- Teresa Razzaudi
- Michel Rocher (accreditato come Michel Zaccaria Rocher)
- Riccardo Salvino
- Robert Sampson
- Maria Sole Gabrielli Scalini
- Robert Sommer
- Sophie Ward